# NGC 3258D
NGC 3258D је спирална галаксија у сазвежђу Шмрк (Пумпа) која се налази на NGC листи објеката дубоког неба.
Деклинација објекта је - 35° 24' 37" а ректасцензија 10h 31m 55,6s. Привидна величина (магнитуда) објекта NGC 3258 износи 13,2 а фотографска магнитуда 14,0. NGC 3258D је још познат и под ознакама ESO 375-58, MCG -6-23-51, PGC 31094.